# Пископия
 Тази статия е за селото в Негушко.  За съседното село в Урумлъка, с гръцка форма на името Епископи, вижте Пископи.  За други селища на име Епископи вижте Епископи (пояснение).
Пископия (на гръцки: Επισκοπή, Епископи) е село в Република Гърция, област Централна Македония, дем Негуш.

## География
Селото е разположено на Голема река в областта Сланица, на 80 m надморска височина в западната част на Солунското поле на 15 km североизточно от град Негуш (Науса) и на 8 km северно от село Копаново (Копанос) на железопътната линия Солун-Негуш.

## История
В местността Рудина (Ρουντίνα) е открита част от некропола на Миеза. В 1962 и 2012 година е обявена за паметник на културата.

### В Османската империя
Според гръцки източници в края на XVIII век жителите на селото говорят „славомакедонски“.
В края на XIX век селото е във Воденска каза на Османската империя. Александър Синве („Les Grecs de l’Empire Ottoman. Etude Statistique et Ethnographique“), който се основава на гръцки данни, в 1878 година пише, че в Епископи (Episcopi), Воденска епархия, живеят 180 гърци. В „Етнография на вилаетите Адрианопол, Монастир и Салоника“, издадена в Константинопол в 1878 година и отразяваща статистиката на населението от 1873 година, Пископия (Piscopia) е посочено като село във Воденска каза с 45 домакинства и 197 жители българи. Според статистиката на Васил Кънчов („Македония. Етнография и статистика“) в 1900 година в Пископия живеят 340 българи. По данни на секретаря на Българската екзархия Димитър Мишев („La Macédoine et sa Population Chrétienne“) в 1905 година в Пископия има 280 българи патриаршисти гъркомани и работи гръцко училище.
- Пископийска носия
- Сватбена женска бродирана риза
- Празнична носия
- Миниатюра на Николас Сперлинг, 1930 г.

### В Гърция
В 1912 година през Балканската война в селото влизат гръцки войски, а след Междусъюзническата война в 1913 година Пископия остава в Гърция. В 1913 година Панайотис Деказос, отговарящ за земеделието при Македонското губернаторство, споменава Пископия (Επισκοπή) като село населено със „славяногласни елини“. Боривое Милоевич пише в 1921 година („Южна Македония“), че Пископия (Пископија) има 47 къщи славяни християни и 3 къщи цигани християни.
В 1923 година в селото са заселени 399 гърци, бежанци от Турция. В 1928 година Пископия е смесено местно-бежанско селище със 131 бежански семейства и 493 жители бежанци.
Според Тодор Симовски към края на XX век в селото има 50% потомци на местно население и 50% потомци на гърци бежанци.
Землището на селото е много плодородно, тъй като цялото се напоява. Произвеждат се предимно овошки, като е развито и краварството.
| Име   | Име     | Ново име | Ново име | Описание                   |
| ----- | ------- | -------- | -------- | -------------------------- |
| Папра | Πάπρα   | Фтери    | Φτέρη    | местност на Ю от Пископия  |
| Кюнги | Κιόύγγι | Авлаки   | Αύλάκι   | местност на СЗ от Пископия |

| Година    | 1913 | 1920 | 1928 | 1940 | 1951 | 1961 | 1971 | 1981 | 1991 | 2001 | 2011 | 2021 |
| --------- | ---- | ---- | ---- | ---- | ---- | ---- | ---- | ---- | ---- | ---- | ---- | ---- |
| Население | 296  | 294  | 811  | 1080 | 1225 | 1457 | 1564 | 1700 | 1728 | 1916 | 1623 | 1610 |

## Личности
Родени в Пископия
- Иван Динорев (Ιωάννης Δηνώρης), гръцки андартски деец, епитроп на гръцкото училище[15]
- Петър Ников (Πέτρος Νίκου), гръцки андартски деец, епитроп на гръцкото училище[15]
- Христо Петков (Χρήστος Πέτκου), гръцки андартски деец, епитроп на гръцкото училище[15]